# Rouleaux enluminés de la procession nocturne des cent démons

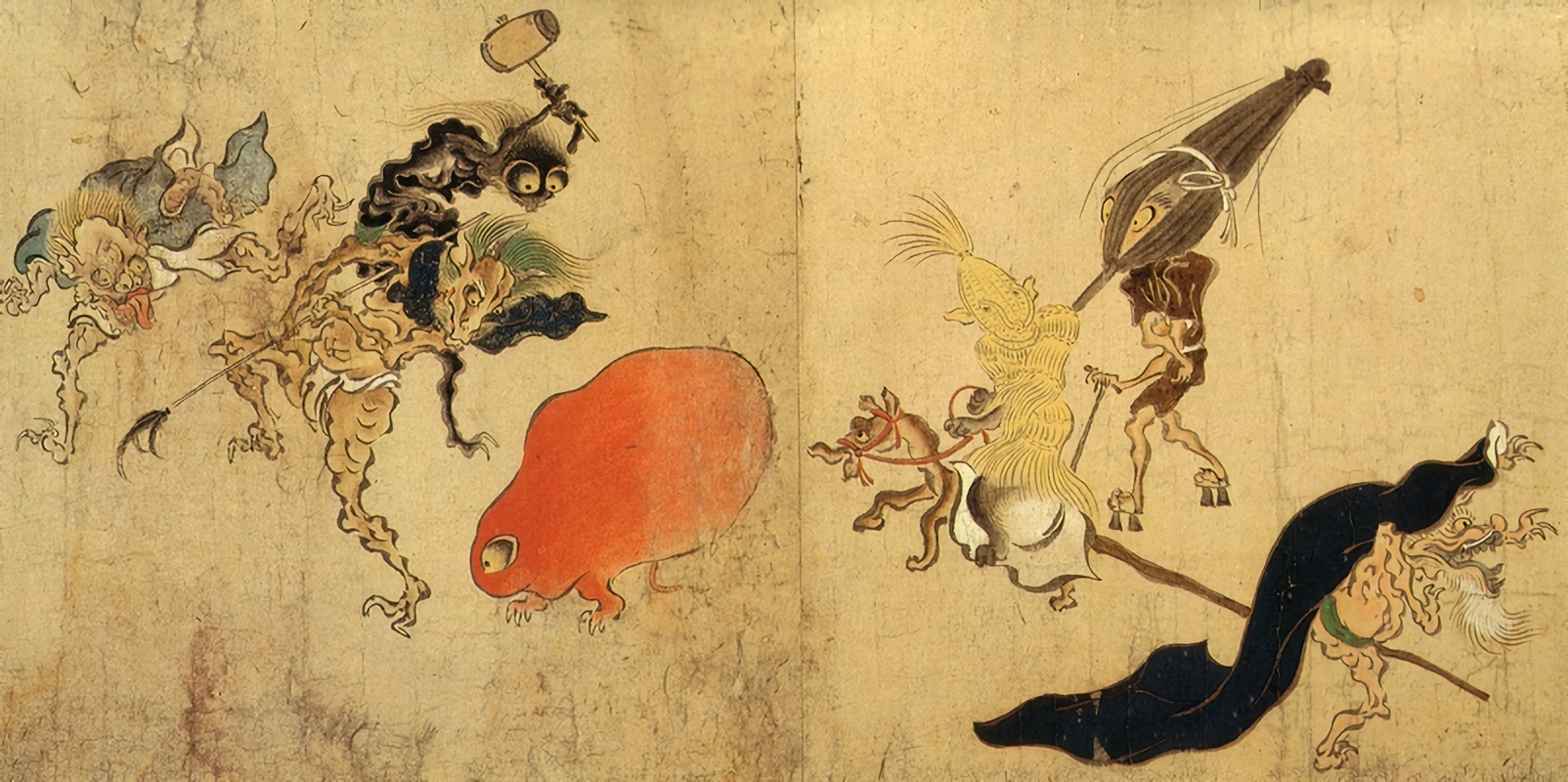
Détail du rouleau du Shinju-an datant du XVIe siècle, le plus ancien conservé de nos jours.

Les Rouleaux enluminés de la procession nocturne des cent démons (百鬼夜行絵巻, Hyakki yagyō emaki ou Hyakki yakō emaki) regroupent un ensemble d’emaki illustrant une croyance du folklore japonais, le Hyakki yakō, ou la procession de yōkai (mauvais esprits ou démons) dans les rues des villes humaines. Les yōkai, multiples et très variés dans la tradition, sont un sujet typique de la peinture japonaise populaire, notamment à partir de l'époque de Muromachi. Les origines de ces peintures du hyakki yakō ne sont pas connues avec certitude, car les plus anciens emaki sur le sujet sont perdus, mais il subsiste de nos jours plusieurs dizaines de ces rouleaux enluminés réalisés entre le XVIe siècle et le XIXe siècle. La plus ancienne, et probablement la plus réputée, de ces œuvres est un rouleau enluminé peint au XVIe siècle et souvent attribué, sans certitude, à Tosa Mitsunobu.

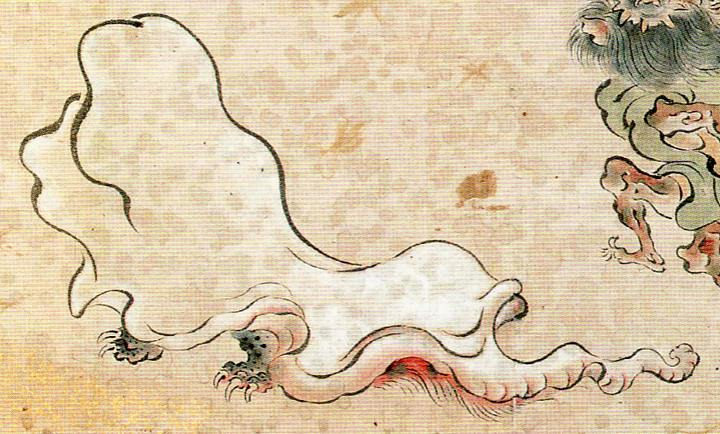
Détail d'un yōkai : un monstre, ici en tissu, du Hyakki no zu. Époque d'Edo (XVIIe siècle)

## Contexte

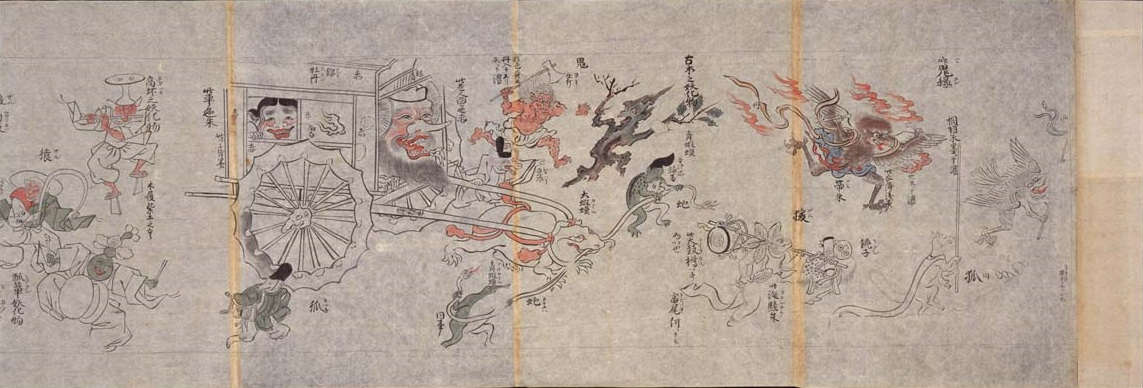
Détail d'un rouleau du musée national de Tokyo.

Apparu au Japon grâce aux échanges avec l’Empire chinois, l’art de l’emaki se diffusa largement auprès de l’aristocratie à l’époque de Heian (794-1185). Un emaki se compose d’un ou plusieurs longs rouleaux de papier narrant une histoire au moyen de textes et de peintures de style yamato-e. Le lecteur découvre le récit en déroulant progressivement les rouleaux avec une main tout en le ré-enroulant avec l’autre main, de droite à gauche (selon le sens d’écriture du japonais), de sorte que seule une portion de texte ou d’image d’une soixantaine de centimètres est visible. La narration suppose un enchaînement de scènes dont le rythme, la composition et les transitions relèvent entièrement de la sensibilité et de la technique de l’artiste. Les thèmes des récits étaient très variés : illustrations de romans, de chroniques historiques, de textes religieux, de biographies de personnages célèbres, d’anecdotes humoristiques ou fantastiques…
Du Xe siècle au début du XIVe siècle, les emaki sont destinés à l'aristocratie et aux écoles bouddhiques, mais à partir de l’époque de Muromachi (1333-1573), cet art devient plus populaire et accessible, ce qui se traduit par une production surtout amateure et rudimentaire pour le divertissement du peuple. Parmi les sujets favoris des lecteurs figurent alors les illustrations des otogi-zōshi, c’est-à-dire de courtes histoires populaires à sujet profane ou religieux. Parmi ces otogi-zōshi se trouvent notamment des contes sur des êtres non humains, dont (mais pas uniquement) les yōkai.

## Procession nocturne desyōkai

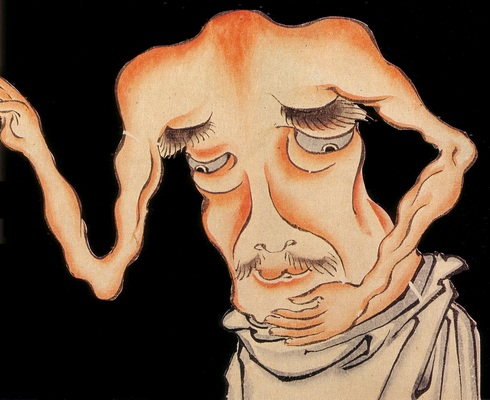
Illustration d'un dōnotsura tirée du Rouleau enluminé de la procession nocturne des cent démons.

Dans le folklore, la procession nocturne des cent démons (hyakki yagyō) a lieu tous les ans en été ; il s’agit d'une parade de cent types de yōkai (terme qui peut se traduire de plusieurs façons, dont « esprit », « démon », « monstre bizarre » ou « apparition étrange ») différents qui arpentent les rues et contre lesquels les humains doivent se protéger par des sortes d’amulettes. L’origine de cette croyance remonte au moins à l’époque de Heian (794-1185), où elle est mentionnée dans des contes ou documents historiques. Il existe traditionnellement différents types de yōkai présents dans ces processions, essentiellement d’origine surnaturelle (monstres, oni, tengu) ou terrestre (par exemple animaux, plantes ou objets domestiques) ; plus généralement, la plupart des créatures surnaturelles du folklore japonais ayant des traits vaguement anthropomorphes ou zoomorphes peuvent être qualifiées de yōkai.

## Rouleaux enluminés sur la procession

### Historique
Il existe de nos jours au moins une soixantaine d’emaki (hors collections privées) illustrant la procession nocturne des cent démons, ce qui témoigne de la popularité du thème au Japon. L’apparition de ce thème dans l’enluminure n’est pas connue avec certitude, mais les historiens de l’art supposent que les premières œuvres du genre ont pu apparaître dès l’époque de Kamakura (XIIe siècle-XIVe siècle), durant l’âge d'or de l’emaki,. Les processions de démons existent aussi dans la peinture chinoise depuis l’époque antique, si bien qu’une influence continentale est possible.
Ces rouleaux présentent une composition similaire : une série de yōkai peints à la suite, parfois en petits groupes, le plus souvent sans texte. Le choix, le nombre et l’agencement de ces démons ne sont cependant pas bien formalisés, ce qui laisse une grande part de liberté au peintre. L’historien Matthias Hayek classe les Rouleaux enluminés de la procession nocturne des cent démons en deux grands groupes : « ceux ayant un ensemble de motifs uniques, c’est-à-dire une série complète de personnages reprise à l’identique — avec éventuellement quelques variantes internes —, mais dont l’agencement peut différer, et ceux qui mélangent ces différents ensembles. » Les principaux ensembles de yōkai représentés incluent les objets devenus esprits (tsukumogami), les entités naturelles (animaux ou plantes, souvent anthropomorphes), et des créatures surnaturelles diverses (oni, tengu).
Les Rouleaux enluminés de la procession nocturne des cent démons ne doivent pas être confondus avec d’autres œuvres mettant en scène des yōkai, mais pas sous la forme d’un cortège nocturne. Il existe également des illustrations de la procession nocturne des cent démons sur d’autres supports que les emaki, comme les livrets illustrés (nara-ehon) et les estampes ukiyo-e.

Version du Centre international de recherche pour les études japonaises (première moitié).
Version du Centre international de recherche pour les études japonaises (seconde moitié).

### Rouleau du Shinju-an
Le plus ancien Rouleau enluminé de la procession nocturne des cent démons conservé, et le plus étudié, appartient au Shinju-an du temple Daitoku-ji de Kyoto. L’œuvre (33 × 746 cm) date de la première moitié du XVIe siècle et est traditionnellement attribuée à Tosa Mitsunobu, bien que des historiens de l’art mettent cette attribution en doute en l’absence de preuve. Une soixantaine de yōkai y sont peints en file indienne, marchant ou courant vers la gauche du rouleau (soit dans le sens de lecture japonais, de droite à gauche), comme dans presque tous les emaki sur le thème. Il n’existe pas de texte pouvant expliquer les circonstances autour de la création du rouleau, ni les choix du peintre pour l'agencement des yōkai, qui sont en grande majorité des tsukumogami.
Cet emaki, titré Hyakki yagyō-zu (百鬼夜行図), est classé bien culturel important du Japon.

### Rouleau du Centre international de recherche pour les études japonaises
Titré Hyakki no zu, ce rouleau est communément daté du XVIIe siècle ou du tout début du XVIIIe siècle, ce qui en fait un des plus anciens existants. Il est réputé pour la très grande diversité des yōkai représentés, avec des objets, animaux, squelettes, tengu, oni ou coquillages,.

## Liste d'emakiconservés dans des collections publiques

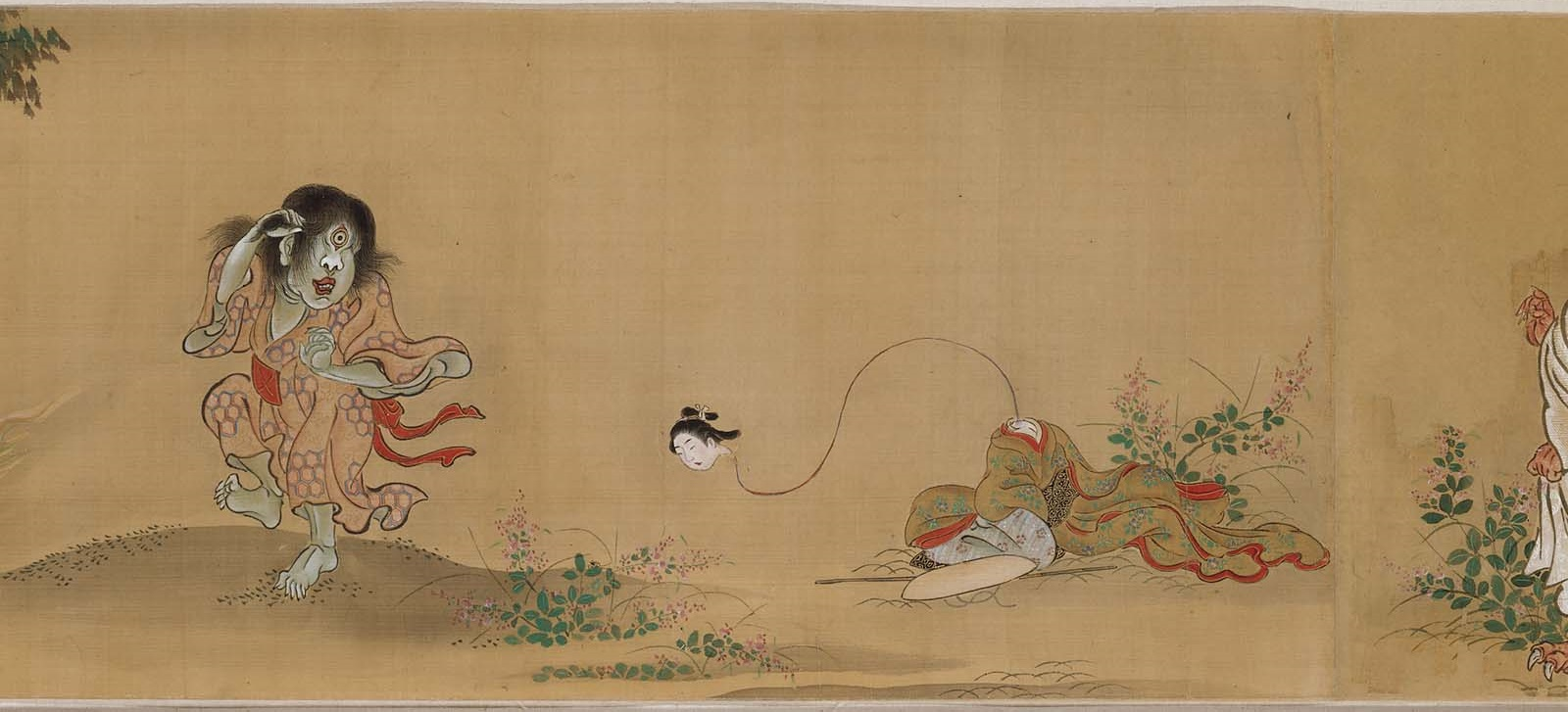
Détail d’un rouleau du musée des beaux-arts de Boston.

Ci-dessous la liste non exhaustive d’organismes ou institutions possédant au moins un Rouleau enluminé de la procession nocturne des cent démons.
Japon
- Shinju-an du temple Daitoku-ji de Kyoto (XVIe siècle, attribué sans certitude à Tosa Mitsunobu, cf. description plus haut).
- Centre international de recherche pour les études japonaises de Kyoto (plusieurs emaki[11] dont un du XVIIe siècle)[8].
- Musée national de Tokyo (deux emaki : un du XIXe siècle, no A-6913[12] ; un de l’époque d'Edo par Kanō Osanobu, no A-6859[13]).
- Musée préfectoral d'histoire de Hyōgo à Himeji (deux emaki de l’époque d'Edo)[14].
- Collection Kano, bibliothèque de l'université du Tōhoku à Sendai[15].
- Musée de la ville de Fukuoka (période d'Edo)[16].
- Bibliothèque nationale de la Diète (période d'Edo, no 2540972)[17].
- Musée municipal des beaux-arts d'Osaka (XVIIIe siècle ou XIXe siècle)[18].
- Sanctuaire Kotohira-gū à Kotohira[19].
- Université municipale des Arts de Kyoto (fin de l’époque d'Edo)[20].
- Bibliothèque Iwase Bunko de Nishio[21].
- Musée national d'histoire japonaise (début de l’époque d'Edo par Kanō Toun)[22].

France

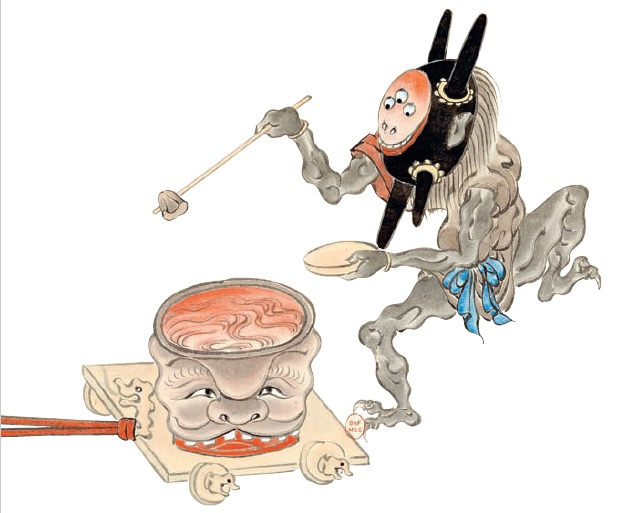
Détail du rouleau de la Bibliothèque nationale de France.

- Fonds Smith-Lesouëf de la Bibliothèque nationale de France (XIXe siècle par Sumiyoshi Hirotsura, no K21)[8].
- Musée Guimet de Paris (deux emaki)[8].
- Collection Cartier-Bresson, musée des beaux-arts de Nancy (1866, copie d’un rouleau plus ancien de Tosa Yukihide par Sawa Kakusetsu, no AD.1068)[23].

États-Unis
- Spencer Collection de la New York Public Library (fin XIXe siècle, attribué sans certitude à Okada Tamechika, no 112). Fait inhabituel, cet emaki inclut un texte introductif ainsi que des personnages humains[5].
- Boone Collection du musée Field de Chicago (1918 par Egawa Buson, no 266010)[5].
- Minneapolis Institute of Art (XIXe siècle, attribué sans certitude à Eigyō, no 2015.79.119[24]).
- Musée des beaux-arts de Boston (plusieurs emaki : seconde moitié du XIXe siècle par Toriyama Sekien, no 11.7705[25] ; milieu du XIXe siècle par Takahisa Ryuko, no 11.8022[26] ; 1820 par Keigyoku, no 21.259 et 21.260[27] ; fin du XVIIIe siècle, no 21.261[27]).

Royaume-Uni
- British Museum (deux emaki : un du XVIIIe siècle attribué sans certitude à Hanabusa Itcho, no 1913,0501,0.83[28] ; le second du XIXe siècle par Itaya Hironaga, no 1881,1210,0.262[29]).

#### Rouleaux enluminés
- Liste d'emaki
- Rouleaux illustrés du Dit du Genji (le plus ancien: du XIIe siècle)
- Rouleau des maladies (XIIe siècle)
- Rouleau des êtres affamés (XIIe siècle)
- Rouleaux des légendes du mont Shigi (XIIe siècle)
- Ban dainagon ekotoba (Rouleaux enluminés du grand courtisan Tomo no Yoshio, ou Histoire de Ban dainagon) (XIIe siècle)
- Rouleaux des enfers (fin XIIe siècle)
- Roman enluminé du roman de Nezame (fin XIIe siècle)
- Chōjū-giga (Rouleaux enluminés des hommes et des animaux en folie) (XIIe – XIIIe siècle
- Rouleaux enluminés du journal intime de Murasaki Shikibu (XIIIe siècle)
- Rouleaux illustrés du Dit de Heiji (XIIIe siècle)

#### Autres articles connexes
- Peinture japonaise
- Art japonais